# Thomas Danett
Thomas Danett, ou Danette, mort le 19 septembre 1483, est doyen de Windsor de 1481 à 1483. Il a également remplit la fonction d'aumônier auprès d'Édouard IV.

## Carrière
Thomas Danett commence sa carrière ecclésiastique en tant que principal de St. Alban Hall (en), à Oxford en 1468, poste qu'il occupe jusqu'en 1477. Il jouit de multiples bénéfices ecclésiastiques, notamment les prébendes d'Henfield à Chichester, de la chapelle Saint-Étienne (en) à Westminster, de Gaia Major dans la paroisse de Lichfield à partir de 1473, puis de Cherminster à Salisbury de 1482 à sa mort. Thomas Danett progresse dans la hiérarchie ecclésiastique en étant nommé chanoine de la chapelle Saint-Georges à Windsor en 1472, avant d'en devenir le doyen en 1482, fonction qu'il cumule avec le doyenné de Wolverhampton acquis l'année précédente.